# Achim Stocker
Achim Stocker (27. maj 1935 Konstanz –  1. november 2009 Freiburg im Breisgau) var en tysk formand for den tyske fodboldklub SC Freiburg. Han arbejdede 37 år som formand for SC Freiburg siden 1972 og var den ældste præsident i professionel tysk fodbold, 
Stocker døde den 1. november 2009 af et hjerteanfald..

## Personlige liv
Han var gift med Hanne; sammen fik de sønnen Christian og datteren Sabine.